# Гогитидзе, Мамуд Джемалович
Мамуд Джемалович Гогитидзе (октябрь 1920 года, село Бобоквати, Кобулетский район, АССР Аджаристан, ССР Грузия — 2014 год, село Бобоквати, Кобулетский муниципалитет, Грузия) — звеньевой колхоза имени Молотова Кобулетского района, Аджарская АССР, Грузинская ССР. Герой Социалистического Труда (1949).

## Биография
Родился в 1920 году в крестьянской семье в селе Бобоквати Кобулетского района (сегодня — Кобулетский муниципалитет). Окончил местную сельскую школу. С начала 1940-х годов трудился на чайной плантации в колхозе имени Молотова (с 1957 года — колхоз села Бобоквати) Кобулетского района. С 1945 года — звеньевой чаеводов в этом же колхозе.
В 1948 году звено под его руководством собрало 8589 килограмм сортового зелёного чайного листа на участке площадью 2 гектара. Указом Президиума Верховного Совета СССР от 29 августа 1949 года удостоен звания Героя Социалистического Труда за «получение высоких урожаев сортового зелёного чайного листа и цитрусовых плодов в 1948 году» с вручением ордена Ленина и золотой медали «Серп и Молот» (№ 4627).
Этим же указом звания Героя Социалистического Труда были награждены звеньевой Наргула Скендеровна Махарадзе, колхозницы Айше Кемаловна Гогитидзе, Гули Османовна Джинджарадзе, Вардо Мурадовна Концелидзе, Назико Джемаловна Концелидзе, Бедрие Османовна Махадзе, Бесире Сулеймановна Немсадзе, Кевсер Хасановна Шамилишвили и колхозник Джемал Мемедович Георгадзе.
После окончания сельскохозяйственных курсов трудился агрономом в родном колхозе. В последующие годы — председатель сельсовета в селе Бобоквати.
После выхода на пенсию проживал в родном селе Бобоквати Кобулетского района. Скончался в 2014 году.